# Erandio
Erandio es un municipio de Gran Bilbao, en la provincia de Vizcaya, en la comunidad autónoma del País Vasco, España. Está situado en la margen derecha de la ría de Bilbao y colinda con el barrio bilbaíno de San Ignacio-Elorrieta (perteneciente al distrito de Deusto). Su extensión es de 17,56 km² y tiene una población de 24 662 habitantes (INE 2024).

## Toponimia
Erandio significa 'valle grande', y probablemente el nombre tiene su origen en que parte de la anteiglesia se asienta en una llanura fértil y extensa.

## Geografía
Sus coordenadas geográficas (iglesia) son 43°17′28″ N 2°56′53″ O de Greenwich.
Erandio se encuentra en la comarca del Gran Bilbao, concretamente en la margen derecha de la ría del Nervión, de tendencia urbana. A continuación se muestran los municipios colindantes con Erandio:
| Noroeste: Berango y Guecho                  | Norte: Urdúliz, Lauquíniz y Berango    | Nordeste: Lauquíniz y Lujua              |
| Oeste: Lejona y Guecho                      |                                        | Este: Lujua y Sondica                    |
| Suroeste: Ría de Bilbao, Baracaldo y Sestao | Sur: Ría de Bilbao, Bilbao y Baracaldo | Sureste: Ría de Bilbao, Sondica y Bilbao |

### Clima
El clima es típico vizcaíno, con suaves veranos, invierno prolongado y buen otoño debido a su clima oceánico. Su temperatura media anual es de 14 °C entre un mínimo anual de 8 °C y un máximo de 18 °C. Los vientos dominantes son de componente noroeste y las precipitaciones alcanzan una media anual de 1211,4 mm.

### Núcleos de población
El municipio está constituido por los siguientes núcleos de población:
- Alzaga o Desierto (en euskera Erandio Bekoa, Altzaga o Desertu): 10 764 hab. Aquí está el ayuntamiento.
- Astrabudúa (Astrabudua): 10 509 hab.
- La Campa de Erandio o Goikoa (Erandiogoikoa, Erandiolanda o Goikoa): 1301 hab.
- Arriaga (Arriaga): 559 hab.
- Goyerri (Goierri): 572 hab.
- Luchana-Enécuri (Lutxana-Enekuri): 532 hab.
- Asúa-Lauroeta (Asua-Lauroeta): 353 hab.

Los datos de población corresponden al 31 de diciembre de 2012.

## Historia

### Orígenes e industrialización

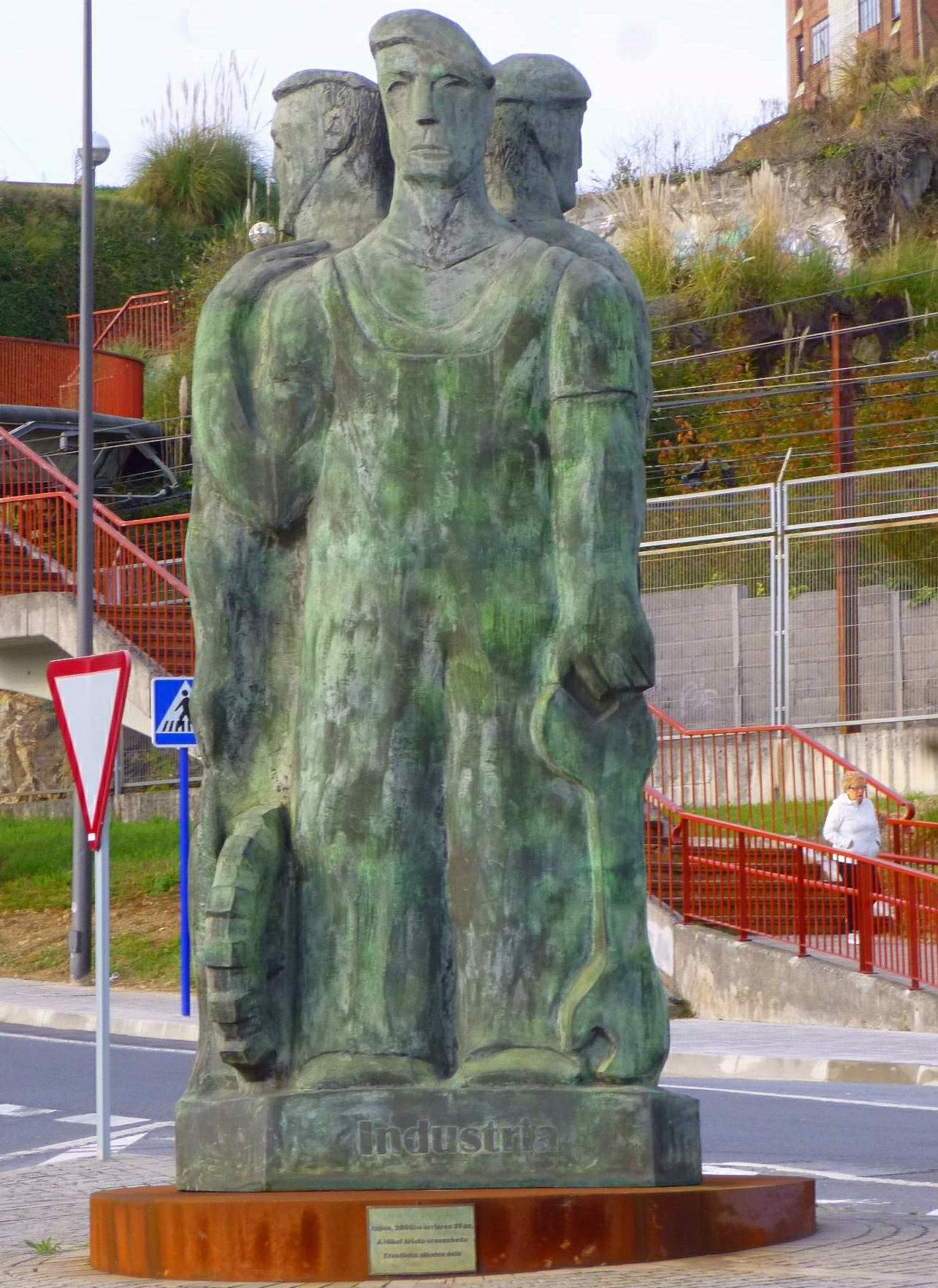
Monumento a la Industria en el barrio de Astrabudua

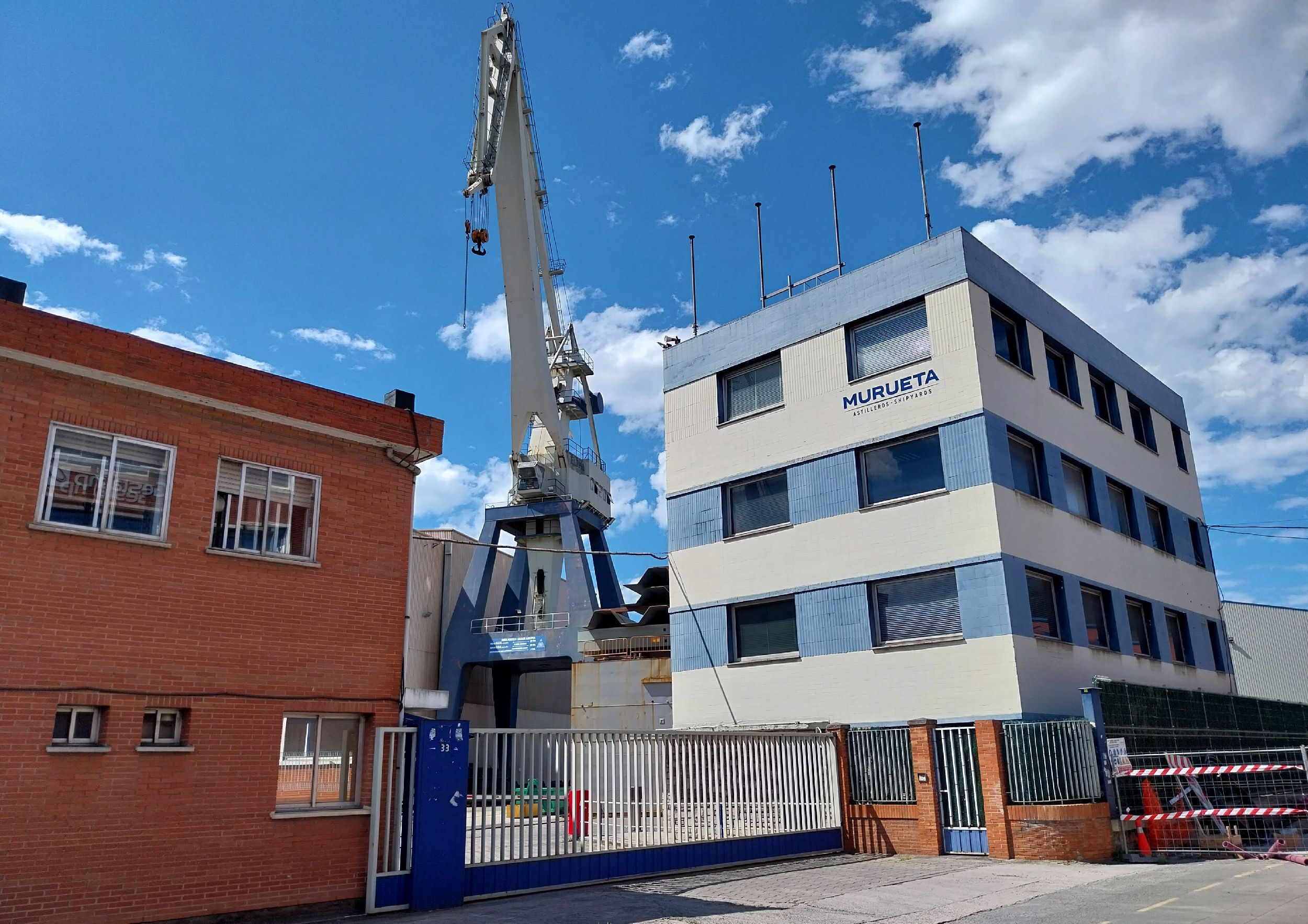
Astilleros Murueta (2025)

El núcleo original de Erandio es el conocido actualmente como Erandiogoikoa (literalmente Erandio de Arriba) o también como La Campa, que era de marcado carácter rural y vivía de espaldas a la ría.
La iglesia en la que se reunían los vecinos era la de Santa María, en dicho barrio. Esta anteiglesia tenía el asiento y voto número 45 en las Juntas Generales de Guernica. Durante siglos, este fue el principal núcleo de población del municipio, hasta que la industrialización llegó a Erandio durante el siglo XIX.
En 1340 la anteiglesia de San Vicente de Baracaldo (que comprendía terrenos que actualmente pertenecen a los municipios de Baracaldo y Alonsótegui) se segregó de la de Erandio, justificándose por la dificultad de cruzar la ría de Bilbao, que se estableció como límite entre los dos municipios.
En 1526 se segregó la anteiglesia de Lejona.
En el siglo XIX comenzó a instalarse industria a orillas de la ría de Bilbao. La construcción del ferrocarril Bilbao-Las Arenas en 1887 potenció el desarrollo de la parte baja del municipio. El núcleo del Desierto o Alzaga acabaría siendo el centro y capital del municipio. El núcleo más antiguo pasaría a ser conocido entonces como Erandiogoikoa (en euskera Erandio de arriba). Posteriormente, y también junto a la ría, surgiría el barrio obrero de Astrabudúa, con una población similar a Alzaga.

### Anexión y segregación de Bilbao

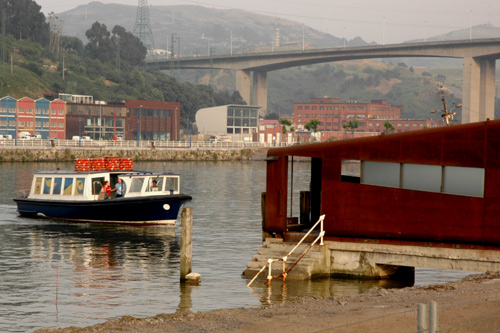
Ante la ausencia de un puente peatonal, un gasolino transporta a viajeros de Erandio a Baracaldo y viceversa

Erandio fue anexionado a Bilbao en el siglo XX en tres fases:
- En 1924 pasó a incorporarse a Bilbao el barrio portuario de Luchana.
- En 1940 entra a formar parte de Bilbao el resto de los territorios, excepto Asúa.
- En 1966 se completó la anexión mediante la incorporación del valle de Asúa.
- En 1982 se decreta que Erandio se segregue de Bilbao.[4] Efectiva el 1 de enero de 1983.

## Demografía

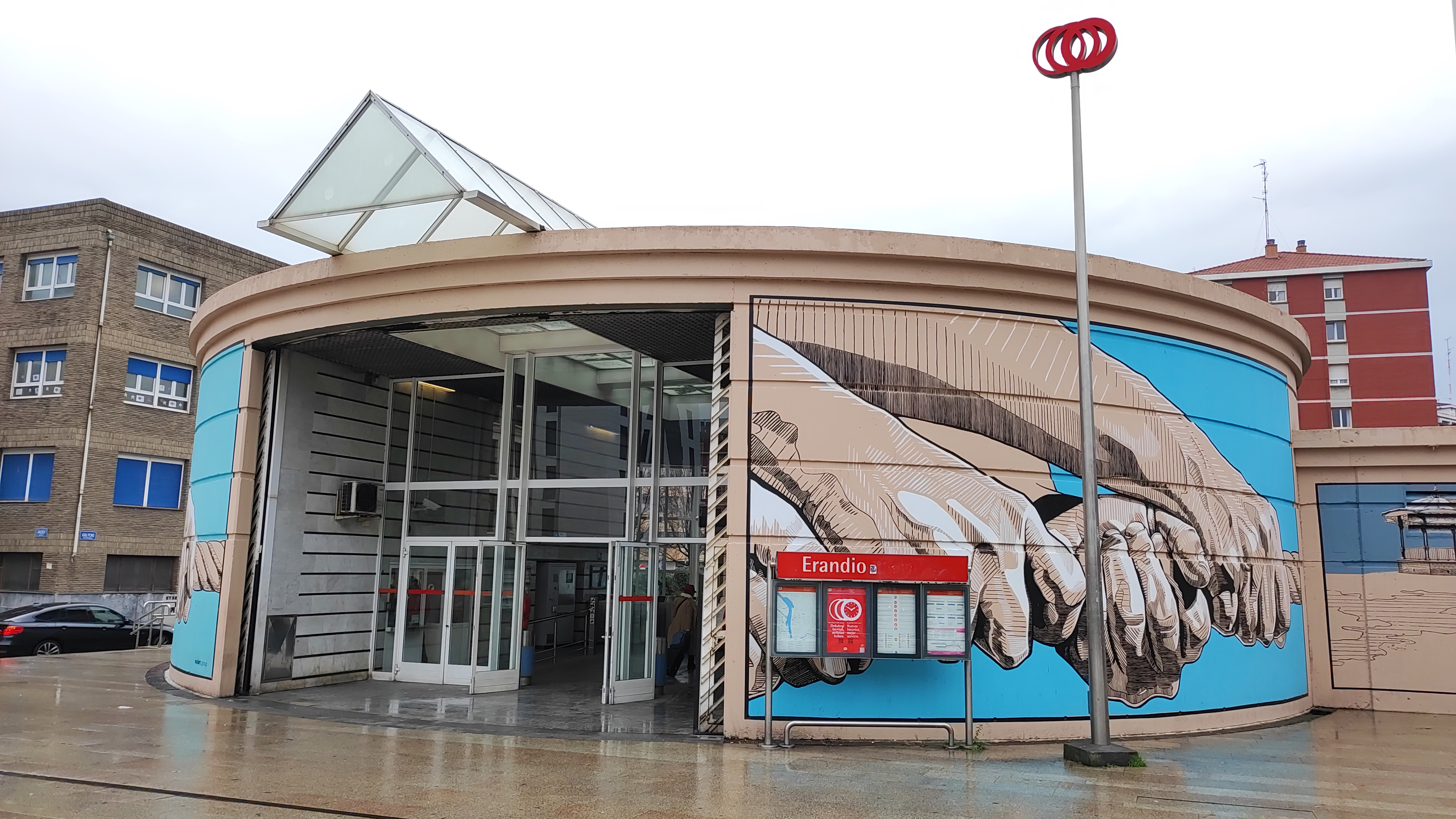
Estación de Erandio

Erandio cuenta con una población de 24 662 habitantes (INE 2024).
| Gráfica de evolución demográfica de Erandio entre 1842 y 2021 |
| |
| Población de derecho según los censos de población del INE Población de hecho según los censos de población del INEEntre el censo de 1940 y el anterior, este municipio desaparece porque se integra en el municipio 48020 (Bilbao) Entre el censo de 1991 y el anterior, aparece este municipio porque se segrega del municipio 48020 (Bilbao) |

## Transporte

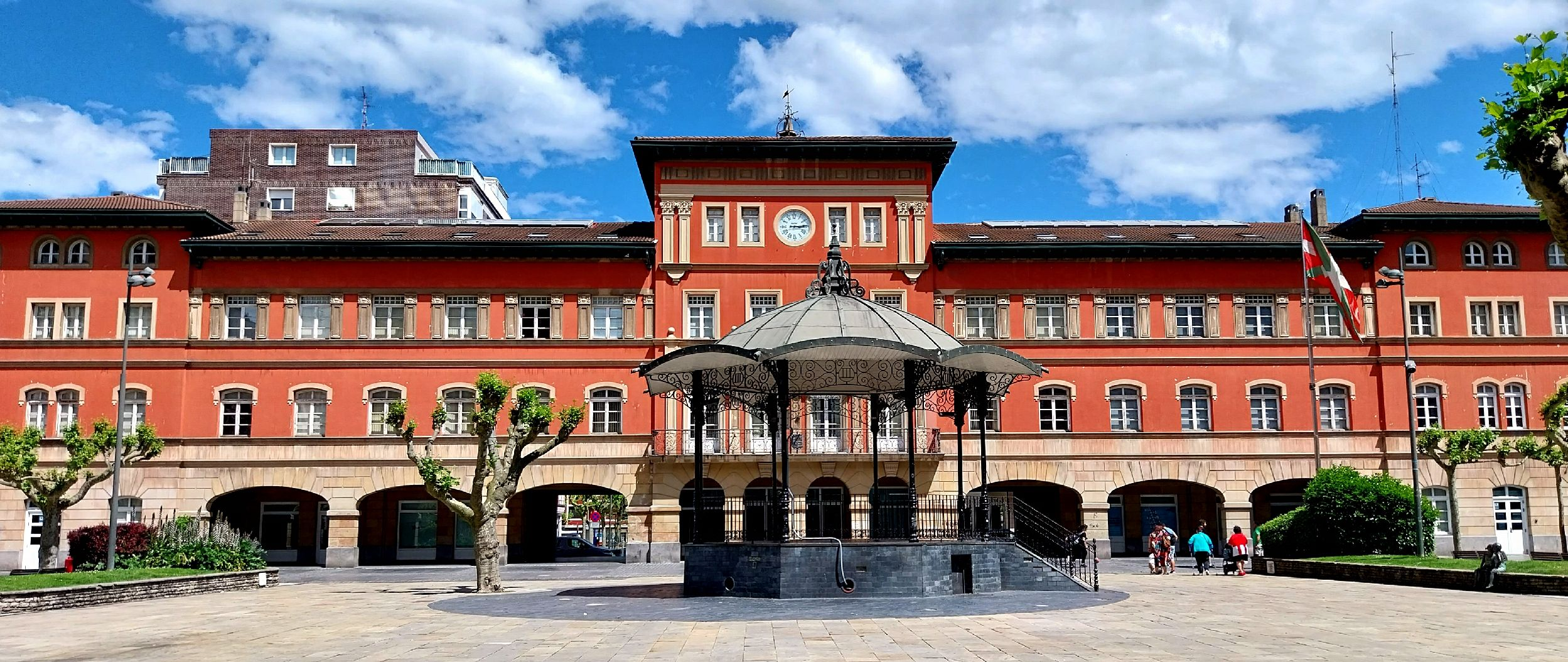
La sede del Ayuntamiento de Erandio, en la plaza 23 de Septiembre

Erandio es una localidad muy bien conectada con el resto de Vizcaya. Los barrios de Luchana, Alzaga y Astrabudua disponen de estaciones de metro, lo cual es muy agradecido por los habitantes. Por Erandio pasan múltiples líneas de Bizkaibus y el municipio cuenta con sus propios mini autobuses. Estos pequeños automóviles los puso el ayuntamiento sobre todo para que los ancianos y jóvenes que viven en los barrios menos habitados se puedan mover mejor. Se llaman Erandio Busa, pero son más conocidos como el rojito por su peculiar color granate y tamaño reducido. El pueblo también dispone de un viejo medio de transporte llamado gasolino, una pequeña embarcación que transporta a sus viajeros desde Alzaga a Baracaldo y viceversa (este servicio ha dejado de funcionar definitivamente el 9 de febrero de 2024).  Ya se ha puesto la primera piedra, 23 de octubre de 2023, del puente peatonal que unirá Erandio y Barakaldo.
La estación de Lutxana, además de servir como estacón de metro, dispone de una lanzadera que llega hasta Sondica y conecta con la línea 3 de metro y la  línea E3 de Euskotren.

## Administración y política
| Partido político                                              | 2019  | 2019       | 2015  | 2015       | 2011  | 2011       | 2007  | 2007       | 2003        | 2003        | 1999    | 1999       | 1995  | 1995       |
| Partido político                                              | %     | Concejales | %     | Concejales | %     | Concejales | %     | Concejales | %           | Concejales  | %       | Concejales | %     | Concejales |
| Euzko Alderdi Jeltzalea-Partido Nacionalista Vasco (EAJ-PNV)  | 38,44 | 9          | 38,44 | 9          | 40,97 | 10         | 49,11 | 12         | 54,18       | 12          | 40,57   | 9          | 35,25 | 8          |
| Partido Socialista de Euskadi-Euskadiko Ezkerra (PSE-EE PSOE) | 21,30 | 5          | 15,54 | 4          | 20,22 | 5          | 28,00 | 6          | 23,15       | 5           | 22,42   | 5          | 20,91 | 5          |
| Euskal Herria Bildu (EH Bildu)-Bildu                          | 20,09 | 5          | 15,36 | 3          | 19,10 | 4          | —     | —          | —           | —           | —       | —          | —     | —          |
| Elkarrekin Podemos-Irabazi-Ezker Batua-Berdeak (EB-B)         | 11,65 | 2          | 3,89  | 0          | 4,48  | 0          | 6,2   | 1          | 8,46        | 1           | 5,89    | 1          | 10,94 | 2          |
| Partido Popular del País Vasco (PP)                           | 3,90  | 0          | 5,04  | 1          | 10,02 | 2          | 10,64 | 2          | 12,75       | 3           | 13,22   | 3          | 11,18 | 2          |
| Ganemos                                                       | —     | —          | 19,17 | 4          | —     | —          | —     | —          | —           | —           | —       | —          | —     | —          |
| Aralar                                                        | —     | —          | —     | —          | 2,45  | 0          | —     | —          | —           | —           | —       | —          | —     | —          |
| Eusko Alkartasuna (EA)                                        | —     | —          | —     | —          | —     | —          | 3,55  | 0          | Con PNV     | Con PNV     | Con PNV | Con PNV    | 6,34  | 1          |
| Euskal Herritarrok (EH)-Herri Batasuna (HB)                   | —     | —          | —     | —          | —     | —          | —     | —          | Ilegalizado | Ilegalizado | 16,15   | 3          | 13,15 | 3          |
| Nuevo Partido Socialista (NPS)                                | —     | —          | —     | —          | —     | —          | —     | —          | —           | —           | —       | —          | 0,24  | 0          |

## Monumentos y lugares de interés

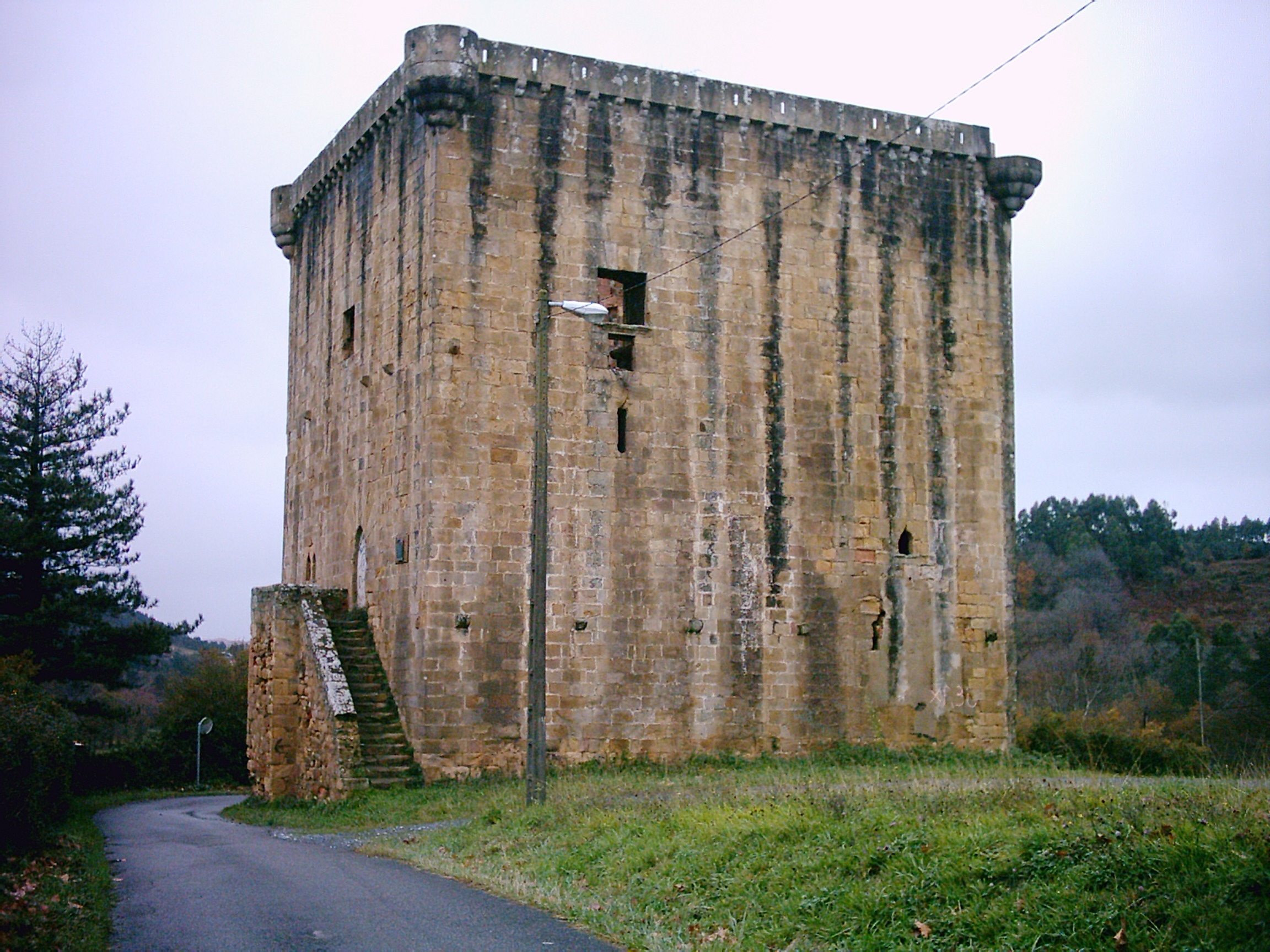
Torre de Martiartu

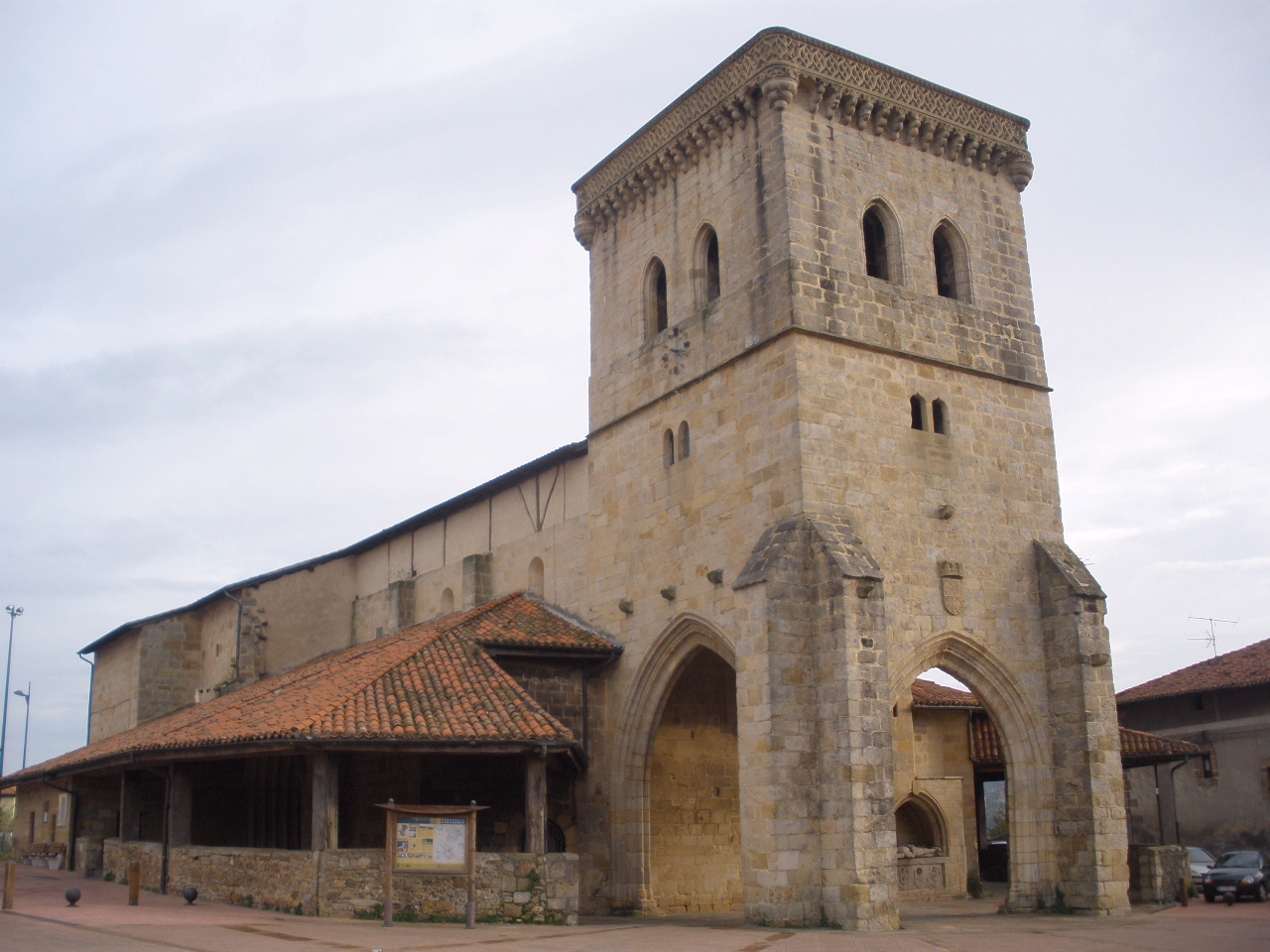
Iglesia de Santa María

- Casa-torre de Martiartu, en el barrio de Martiartu (Goyerri). Data del siglo XVI. En su mayor parte es de estilo renacentista, aunque se conservan sillares de estilo gótico. Tiene 18 metros de altura y se entra a través de una puerta ojival. Se puede acceder a la segunda planta por una escalera exterior.

- Iglesia de Santa María, en La Campa (Erandiogoikoa). Es de estilo gótico, su construcción se remonta al siglo XII, pero fue reconstruida en los siglos XV y XVI. Consta de tres naves enmarcadas por arcos ojivales. Tiene retablos de estilos rococó y neoclásico. La torre campanario es del siglo XV, tiene apariencia de fortaleza y su campana es quizá la más antigua de Vizcaya, data aproximadamente de 1520.

## Fiestas
La Fiesta Local varía de forma rotativa, celebrándose en las fechas coincidentes con las festividades de San Agustín, San Lorenzo y Corpus Christi. Las fiestas de sus barrios son:
- 1 de mayo, fiestas de Gura Dogulako en Goierri[cita requerida]
- 13 de junio, San Antonio en Martiartu, Goierri
- 29 de junio, San Pedro en kukularra
- 3 de julio, San Trifón en Arriaga
- 10 de julio, San Cristóbal en Goierri
- Tercer fin de semana de julio, fiestas en Asua
- 10 de agosto, San Lorenzo en Astrabudúa
- 15 de agosto, Santa María en La Campa (Erandiogoikoa)
- 28 de agosto, San Agustín en Alzaga
- 1.ª semana de septiembre en Enekuri
- 2.ª semana de septiembre en Lutxana

## Hermanamientos
- Coria (España)[11]